# 今日ドキッ!
『今日ドキッ!』（きょうドキッ! 、英: KYO-DOKI）は、2010年3月29日よりHBCテレビにて放送されている平日夕方のローカルワイド・生活情報番組・報道番組である。2013年10月4日までは『グッチーの今日ドキッ!』（グッチーのきょうドキッ!）という番組名で放送していた。

## 概要
HBCは、自社制作の夕方ワイド番組として2006年4月から『Hana*テレビ』を放送していたが、2010年3月に当番組が終了することになり本番組を開始した。なお、2010年3月13日、3月20日、3月27日と3週連続で土曜日16:45 - 17:00（JST）に、番宣番組的トーク番組『グッチー&ガンちゃんの能動的十分間（と少し）』が放送された。制作発表は2010年3月19日に行われた。
2013年10月7日より『北海道NEWS1』を本番組と枠統合し、2番組で4時間ワイドだったものを1番組で3時間ワイドに変更のうえ、現在の番組名に改題。事実上の「今日ドキッ!」の放送時間延長・時間拡大となった。リニューアル後の内容は『Nスタ』を挿入内包した3時間10分の夕方ワイド番組であり、放送時間も同年10月4日までよりも55分繰り下げ、月 - 金曜日の15:50 - 19:00（日本時間、以下略）に放送されている。
2014年3月24日放送回をもって、2時間ワイド時代を含め、1000回目の放送を迎えた。
これまでは『イチオシ!!』（北海道テレビ）が北海道の夕方生ワイド史上最長の放送時間だったものの、その後15:44スタートになり、北海道の夕方ワイド番組で史上最長の放送時間であった。
2020年4月には放送10周年を迎えた。2020年10月12日からはHBCが新社屋に引越するのに伴い番組も大幅にリニューアルし、放送開始時刻も15:49開始に変更。これに伴い、最長の放送時間は15:45開始の『イチオシ!!』に戻った。
2022年3月25日をもって、番組開始以来MCを務めてきたグッチーが降板。翌週28日からは、森田絹子アナウンサーがMCを担当し、放送時間も16:50開始に変更し、「Nスタ・第0部」をネットする。

## 現在の出演者
2023年1月以降の出演者

### メインキャスター（MC）
- 森田絹子（HBCアナウンサー、「ぶらりサーチ179」のコーナーも担当）

### ニュースキャスター
- 堀啓知（HBCアナウンサー）

### キャスター・生中継リポーター
全てHBCアナウンサー
- 渕上紘行（2023年4月から） [2]
- 金城茉里奈（「ぶらりサーチ179」のコーナーを担当）
- 堀内大輝
- 波多野裕太（2019年10月から、2020年10月からは「家事チャレ」のコーナーも担当）
- 本間吏成（2022年4月から）
- 大竹彩加（2023年4月から）[2]

### コーナー出演者
- 渡辺陽子（元・HBCアナウンサー、2020年10月からは「家事チャレ」のコーナーのキャラクター「エプロンさん」の声を担当）
- 卓田和広（HBCアナウンサー、火曜・「卓アキぶらりサーチ」）
- 小橋亜樹（タレント・歌手、月曜・「（ねえみんな）ど～なのさ!?」/火曜・「卓アキぶらりサーチ」/金曜「ぶらりサーチ179」）
- 世永聖奈（Bravo!ファイターズ・BRAVO SPORTS）
- 鶴岡慎也（Bravo!ファイターズ・BRAVO SPORTS）
- 大宮龍男（Bravo!ファイターズ。通称「大宮親分」[注 4]）
- よゐこ（有野晋哉・濱口優）（水曜・よゐこは見た!→メェメェよゐこ）
- 和田哲（水曜・ほっかいどう歴史散歩）
- 金子智也（水曜・発見!いちばん星）

### お天気キャスター・気象予報士
- 近藤肇（隔週月 - 木、HBCアナウンサー/気象予報士・防災士）
- 児玉晃（隔週月 - 木、HBCウェザーセンター/気象予報士）
- 星井さき（金曜、HBCウェザーセンター/気象予報士）

## 過去の出演者

### メインキャスター
- グッチー（DJ・ローカルタレント）

### フィールドキャスター
- 佐々木佑花（当時HBCアナウンサー）

### コーナー出演者
- 葛西文奈（タレント・モデル、月曜・「お好きでしょ。」、2019年4月 - 2020年9月）
- 石塚英彦（ホンジャマカ）（水曜・腹ペコ石ちゃん、2019年4月 - 2020年10月1日）
- 建山義紀（現北海道日本ハムファイターズ投手コーチ、月曜・「Blavo!ファイターズ」）

### 2019年1月 - 2023年6月の出演者
生中継リポーター
- 日下怜奈（当時HBCアナウンサー）

### 2017年3月27日 - 2018年3月23日の出演者
メインキャスター（MC）
- グッチー（DJ、ローカルタレント）
- 金城茉里奈（HBCアナウンサー）
- 谷藤博美（当時HBCアナウンサー）

金城と谷藤はスタジオと街頭中継（ランクイーン及びそらリサーチの進行）を1週間（木曜日を除く）ごとに交互に担当する。ただし、木曜日は金城が担当する金曜コーナー「週末ぶらリサーチ」の収録日のため出演しないため、谷藤がスタジオ、生中継担当の世永が街頭中継を担当する。
ニュースキャスター
- 堀啓知（HBCアナウンサー）

生中継リポーター
- 渡辺陽子（元・HBCアナウンサー）
- 堀内大輝（HBCアナウンサー）
- 世永聖奈（HBCアナウンサー）

コーナー出演者
- 卓田和広（火曜・「卓アキぶらりサーチ」）
- 小橋亜樹（火曜・「卓アキぶらりサーチ」/金曜「週末ぶらりサーチ」）
- 佐々木佑花（Bravo!ファイターズ・Bravo!SPORTS）
- 大宮龍男（Bravo!ファイターズ）
- 建山義紀（Bravo!ファイターズ）

近藤予報士のそらリサーチ（お天気）
- 近藤肇（HBCウェザーセンター/気象予報士・防災士）

### 2013年10月7日 - 2017年3月24日の出演者
メインキャスター（MC）
- グッチー（DJ、ローカルタレント）
- 堀啓知（HBCアナウンサー）
- 高橋友理（HBCアナウンサー）
- 大栗麻未（HBCアナウンサー）
  - グッチーは『グッチーの今日ドキッ!』から、堀と高橋は『北海道NEWS1』から続投。

生中継リポーター
- 渡辺陽子（元・HBCアナウンサー）
- 堀内大輝（HBCアナウンサー）

コーナー出演者
- 卓田和広（月曜・「卓アキぶらりサーチ」）
- 小橋亜樹（月曜・「卓アキぶらりサーチ」/金曜「週末ぶらりサーチ」）
- 金城茉里奈（金曜「週末ぶらりサーチ」）
- 水野善公（Bravo!ファイターズ・Bravo!SPORTS）
- 山内要一（Bravo!ファイターズ・Bravo!SPORTS）
- 渕上紘行（Bravo!ファイターズ・Bravo!SPORTS）
- 佐々木佑花（Bravo!ファイターズ・Bravo!SPORTS）
- 西村淳（ブラボーキッチン）

コメンテーター
- 吉見宏
- 大宮龍男

近藤予報士のそらリサーチ（お天気）
- 近藤はじめ（HBCウェザーセンター/気象予報士・防災士）

### 2013年10月4日までの出演者
●＝HBCアナウンサー
★＝前番組Hana*テレビから引き続き出演
メインキャスター
- グッチー
- 堰八紗也佳（2010年3月29日 - 2011年2月25日）●
- 室谷香菜子（2011年2月28日 - 2016年3月25日）●　HBCラジオの朝帯の大幅刷新に伴い卒業。

生中継リポーター･コーナー出演者
- 卓田和広（生中継リポーター・月曜/火・水曜放送の卓アキぶらりサーチも担当）●★
- 小橋亜樹（火・水曜/卓アキぶらりサーチ担当）★
- 桜井宏（週刊さくらいを担当、水 - 金曜はコメンテーターも兼任）●
- 佐藤彩 （生中継リポーター・月曜・火曜/2011年3月 - ・2010年10月 - 2011年2月まで金曜のドラマ研究所を担当していた） ●★
- 関博紀（生中継リポーター・火曜/隔週火曜放送のぴったんこファッションなども担当）●
- 堀啓知（堀啓知のホリサーチなども担当）●★
- 水野善公（生中継リポーター・水 - 金曜/2010年9月までは渕上紘行と隔週でBravo!ファイターズを担当していた）●★
- 松坂有希子（生中継リポーター・月曜/2011年3月 - ・ドラマ研究所 所員を兼任、主に金曜ドラマ･日曜劇場担当。金曜/2010年10月 - ）●
- 佐々木佑花（生中継リポーター・火曜/2011年2月28日 - ・ドラマ研究所 所員を兼任、主にスペシャルドラマ・特番・映画担当。月曜/2010年10月 - ）●★
- 山田文裕（ディレクター・月曜/熱血調査員“ド真ん中”山田!担当）

生中継リポーターのみの出演者
- 石崎輝明（2010年3月29日 - 2010年9月）●★
- 浦本可奈子（金曜日の中継リポーター）●

コーナーのみの出演者
- 川畑恒一（Bravo!ファイターズ担当）●
- 山内要一（Bravo!ファイターズ担当）●
- 渕上紘行（Bravo!ファイターズ担当）●★

HBC NEWS
- 加藤雅章（15時台担当/）●★
- 高橋友理（16時台担当/NEWS1メインキャスター）●★
  - 加藤、高橋ともに不定期に15・16時台両方の時間帯を担当することがあった。

コメンテーター
- 吉見宏（金曜日のみ）★

今日ドキッ!天気
- 近藤はじめ（HBCウェザーセンター気象予報士・NEWS1天気キャスター）●★

## 番組内容

### コーナー
午後5時台のコーナー
- Bravo!ファイターズ（月 - 金曜）

野球シーズン中は、建山義紀もしくは「親分」こと大宮龍男（HBC野球解説者）が登場。
大宮が出演する際は同じTBS系列で放送される朝の情報番組『サンデーモーニング』のスポーツコーナー｢週間御意見番｣のパロディで、本家を模した中吊り広告風のフリップボードに前日のファイターズの結果が表示され、大宮が「喝」と「Bravo!（本家の「あっぱれ」の代わり）」で評価し、グッチーがそれに応じてステッカーを張る。稀に午後5時台放送の場合もあり。
- キングにドキドキッ!あなたの答えはランクイ～ン（月 - 金曜）

赤れんがテラスでの街頭参加クイズ。日替わりのお題による100人アンケートの2～5位を当てると賞金1万円、1位(キング)を選ぶと高級タワシや高級割り箸・高級ティッシュなどの3000円相当の高級粗品をプレゼントする。挑戦者(クイーン)はティアラの付いたヘッドマイクを装着して回答する。なお不正解の場合は、参加者には残念賞として3000円がプレゼントされ、賞金は翌日（金曜日は翌週の月曜日）に繰り越される。
2020年2月21日からは2019新型コロナウイルスに伴う赤レンガテラス中継自粛により休止、3月23日からは「キングにドキドキッ!電話でランクイ～ン」として67コールによる応募電話番号に視聴者が電話をかけた上で抽選で選ばれた1名が解答を行う形式で実施。
- 曜日コーナー
  - （ねえみんな）ど～なのさ!?（月曜）
    - 世の中の関心事を井戸端会議のように視聴者とスタジオ出演者で考える。

  - 学校へGO！（水曜日不定期）
  - 北の匠（水曜日不定期）
  - 暮らしの神話～ウソ?本当?（木曜日不定期）
    - 暮らしにまつわるウソか本当かわからない知識を、専門家が正しく解説する。

  - 美味ほっかいどう旬発見（木曜日不定期）
  - 法律なんでも相談所（木曜日不定期）
- ブラボーキッチン（不定期）

北海道日本ハムファイターズの選手を毎回一人取り上げ、その選手にちなんだ料理を南極料理人西村淳が作る。
全国ニュース（中断扱い）
- 『Nスタ・第2部』（17:50 - 18:15、JNN協定対象枠）
  - 2021年7月までは18:49 - 18:55頃に『Nスタ News Clip』を同時ネットしていたが、その日の当番組の放送内容や『Bravo!ファイターズ』（北海道日本ハムファイターズ戦のナイター中継）を放送する日は放送しない場合があった。

午後6時台のコーナー
- もうひとホリ
  - 気になるニュースを堀啓知がさらに「ひとホリ」してニュースをわかりやすく解説。
- もんすけ調査隊
  - 視聴者から寄せられた疑問をスタッフが調査しその回答をするコーナー。
- チョイス

その日のニュースから、気になる話題や関心ごとをチョイスして堀啓知がわかりやすく解説。また、テーマについてのデータ放送アンケートも行われアンケート結果や視聴者からの意見・エピソードも紹介する。
- 曜日コーナー
  - お好きでしょ。（月曜）
    - 期間限定グルメや新商品などのトレンド情報を紹介する。

  - 卓アキぶらりサーチ（火曜/前番組Hana*テレビから曜日移動で継続。かつては月曜も放送）
    - 卓田和広と小橋亜樹が主に札幌近郊をアポなしロケで巡る。

  - 腹ペコ石ちゃん（水曜不定期）
    - 石塚英彦が北海道内の知られざる飲食店を巡るロケ企画。

  - よゐこは見た!（水曜不定期）
    - よゐこの2人が北海道内で様々なことにチャレンジする人物を取材するロケ企画。

  - ゴゴロク中継（木曜）
    - 話題の新スポットや新店などを取材する生中継コーナー。

  - 週末ぶらリサーチ（金曜）
    - 主に札幌から離れた地域をアポなしロケで巡る。開始当初は小橋と金城の「アキンちゃん」コンビだったが、2018年3月30日より小橋と森田のコンビとなった。

### 過去のコーナー
- グッチーフォン
- Bravo!ファイターズ
  - 月曜日：Fブロガー
  - 火曜日：小谷野の栄ちゃん日記
  - 木曜日：Fighters Fashion チェック
- とれドキッ!クッキング（月 - 水曜）
  - 永井の中華チューボー晩ごはん!（月曜）
  - Oileのママレシピ（火曜）
- 卓アキお試シュラン
- ネホハホ
- ぴったんこファッション（火曜・隔週/初期は毎週､一時期は不定期に放送していた｡）
- しゅうご旅!（金曜/前番組Hana*テレビでは帯コーナー「しゅうごの週5旅」として行われており、訪問した市町村の数もHana*テレビから引き継がれている｡）
- 堀啓知のホリサーチ!
- スゴ腕主婦番付
ロゴは筋肉番付のオマージュ。
- ドラマ研究所(月・金/主に月曜日16:48頃・主に金曜日16:48頃/2010年末までは主に金曜15時台に放送していた。)

ドラマ研究員のHBCアナウンサーが注目のドラマなどおすすめ番組を紹介。2010年10月開始。以前このコーナーは金曜日の朝に放送していた番宣情報番組｢もんすけチャンネル金曜BAN!｣で放送していた。
- 超難問クイズ・ドキッ!6（ドキシックス）　街頭参加クイズ
- 今日ドキッ!ショッピング（月・火/「パック2」から継続されている、さっぽろ東急百貨店によるテレビショッピングコーナー。2013年10月4日終了。）
- 熱血調査員“ド真ん中”山田!（曜日コーナー、月曜）
- 街角で聞きました!人生波乱万丈伝説（曜日コーナー、木曜）
- 週刊さくらい（曜日コーナー、金曜/HBCラジオ朝刊さくらいのテレビ版｡）
- ダブルでドキドキッ!平成タイムスリップ

赤れんがテラスでの街頭参加クイズ。ルーレットで平成31年間からいずれかの年を選びその年に起こった北海道内の出来事にまつわる4択クイズに解答する。正解すると1万円、不正解の場合には参加賞として平成生まれの二千円札がプレゼントされ正解賞金は翌日に積み立てられる。
まずアナウンサーが前日の出題年を起点にルーレットを回す「平成ルーレット」を行い止まった外側項目に書かれた年を出題年に決定しその年の主な出来事をフリップで紹介、その後抽選を行い選ばれた挑戦者がルーレットを回す「チャンスアップルーレット」を行い選択肢を3択に減らす「3択」・正解賞金を1万円増額する「1万円UP」・抽選に漏れた挑戦希望者で5000円を分配する「山分け5千円」と各項目の間に「無し」を挟んだ内側6項目のいずれかから止まった項目でチャンス設定の有無を決定した後問題VTRと挑戦者の解答を行う。2020年2月21日より新型コロナウイルスに伴う赤レンガテラス中継自粛に伴い休止し消滅。
- 『Nスタ・第1部』（16:50 - 17:15頃、任意ネット枠）
  - 2020年10月12日から、2021年7月までは上記の時間帯に部分ネットしていた。
  - 2020年9月21日から10月2日まではフルネット（16:50 - 17:50）[注 5]。
  - 2017年7月31日から2020年9月18日まで通常時は、第1部冒頭のメインニュース(「Nトク!」)及びそれに加え、「5:15NEWS」数項目程度をネットした後区切りのいいところで飛び降りていた[注 6]。
  - 日によっては、飛び降り後に続けて『Nスタ・第0部』の特集を録画ネットで放送し、終了後にHBCのスタジオから伝えていた。

## 放送時間

### 2010年3月29日 - 2011年4月4日
毎週月曜日から金曜日の14:55から16:53まで。ステーションブレイクなしでキー局TBSの『Nスタ』に接続。

### 2011年4月5日 - 2013年10月4日
毎週月曜日から金曜日の14:55から16:45まで。16:45からは『北海道NEWS1』を放送。

### 2013年10月7日 - 2014年10月3日
毎週月曜日から金曜日の15:50から19:00まで。17:50 - 18:15は『Nスタ・第2部』のJNN協定適用部分を放送。
なお、『Nスタ・第1部』については、2014年3月28日まで冒頭部分について数分遅れの録画ネットを行っていたが、同年4月からは冒頭数分間を同時ネットしている。

### 2014年10月6日 - 2020年10月2日
毎日放送制作『ちちんぷいぷい・第1部』（13:55 - 15:40）をネット受けするため、6分繰り上げて15:44からの放送となる。
2016年8月からは「Nスタ ニュースワイド・第1部」を再び録画遅れネットとし、「ホリダス」や「日刊3コマ」などのコーナー1項目 - 2項目のみのネットとなった。（緊急時や特別編成の場合は冒頭部分をネット）
2018年9月21日をもって『ちちんぷいぷい・第1部』（の終盤6分を除いた部分）のネットを打ち切り、同年10月1日からはCBCテレビ制作の『ゴゴスマ -GO GO!Smile!-』（13:55 - 15:40）のネットを開始するが、本番組の開始時刻に変更はない。
2019年のゴールデンウィークは、4月29日から5月2日までレギュラー放送を休止し、18:30 - 19:00に全編VTRによるスピンオフ特番を放送する程度にとどめた。なお、18:30までは15:49 - 18:15に『Nスタ』の第0・1部のいずれも全編と第2部の全国ニュースパートを単独番組扱いで臨時に同時フルネットし、18:15 - 18:25に『HBCニュース』として道内ニュース・天気予報を単独番組扱いで放送。18:25 - 18:30はミニ番組で穴埋め。また、4月29日、5月2日は加えて前座番組『ゴゴスマ』を15:49まで臨時に同時フルネットした。
2020年のゴールデンウィークは、2020年4月29日 - 5月6日は放送を休止。『ゴゴスマ』は従来通り飛び降り。15:44 - 15:49は『HBCニュース』を放送。15:49 - 18:15は『Nスタ』を放送。ただし、5月4日は18:15以降が全国ネットに変更されたため、『Nスタ』を全編同時フルネットで放送した。
2020年のHBC新社屋への引っ越し準備期間に伴い、9月21日 - 10月2日の17時台は『Nスタ』（16:50 - 18:15）を放送。10月5日から『ゴゴスマ』を同時フルネットに移行。10月5日 - 9日の16時台・17時台は『Nスタ』（15:49 - 18:15）を臨時に同時フルネットで放送し、『今日ドキッ!』は18時台（18:15 - 19:00）のみ放送。

### 2020年10月12日 - 2022年3月25日
HBC新社屋からの放送開始。放送開始時刻を15:49に変更。
2021年8月6日より、「Nスタ」のネットをJNN枠のみに縮小。

### 2022年3月28日 - 現在
毎週月曜日から金曜日の16:50から19:00まで。『Nスタ』は第0部を単独番組扱いで、第2部のJNN協定適用部分（17:50 - 18:15）を本番組内包扱いで放送。
2022年11月3日は、TBSテレビにて『東日本実業団対抗駅伝競走大会』が中継されたことに伴い『Nスタ』第0部が休止となったため、本番組は臨時で放送開始を15:49に繰り上げ。本来なら『Nスタ』第0部で行われる『ゴゴスマ』の石井亮次キャスターとのクロストークを、特別に本番組のスタジオと結んで実施した。

### 特別番組
特別番組は主に土曜日・日曜日に放送される。放送日時はJST。
- 2010年9月4日 15:00 - 17:00、グッチーの今日ドキッ!秋の大感謝祭スペシャル
- 2010年9月26日 14:00 - 15:00、グッチーの今日ドキッ!日曜版「グッチー故郷に帰る〜初告白!愛と青春の日々〜」（9月23日放送の再編集版）
- 2010年10月9日 16:00 - 16:54、グッチーの今日ドキッ!増刊号 ネット中傷許さない!ホリ起こす!ホリ下げる!堀が行く!（ネホハホやホリサーチの総集編）
- 2010年11月6日 15:24 - 15:54、グッチーの今日ドキッ!増刊号 〜佑ちゃん、ようこそ!世紀の対決が北の大地で蘇る!?
- 2010年11月27日 15:24 - 16:00、グッチーの今日ドキッ!増刊号卓アキのぶらリサーチin韓国
- 2010年12月18日 12:09 - 14:00、 グッチーの今日ドキッ!X'masスペシャル
- 2010年12月18日 15:24 - 16:00、グッチーの今日ドキッ!増刊号『私の浮気を激白します』女の波乱万丈伝説10連発スペシャル!
- 2011年1月16日 15:00 - 15:30、グッチーの今日ドキッ!増刊号 走れ!セキハチ ホノルルマラソンスペシャル
- 2011年1月29日 14:05 - 15:00、グッチーの今日ドキッ! さっぽろ東急百貨店テレビショッピングスペシャル
- 2011年2月5日 15:24 - 16:00、グッチーの今日ドキッ!増刊号 卓アキのぶらリサーチ 総集編

## 番組をめぐる問題
選挙報道関連
2019年（令和元年）7月21日施行の第25回参議院議員通常選挙において、公示日前日の同年7月3日に比例代表に立候補する予定の鈴木宗男に密着する模様が約5分間放送された。放送倫理・番組向上機構（BPO）は、『今日ドキッ!』の前述の放送内容が放送倫理違反の疑いがあるとして、同年9月13日の第141回放送倫理検証委員会において審議入りを決定した。
2020年4月8日、BPOは審議の結果、鈴木に密着した模様を放送したことが有権者に誤解を与え投票行動を歪めた可能性があるとし、選挙報道に求められる公平・公正性を害したことが放送倫理に違反するとの決定を出した。
2020年東京オリンピックのマラソン札幌開催をめぐる問題
2019年11月4日放送の『今日ドキッ!』のコーナー「もうひとホリ」において、2020年東京オリンピックのマラソン競技が札幌市で開催されることを紹介。そのなかで、コースの一部と予定される新川通について、『ひるおび!』で放送された八代英輝、谷川真理（以上2人は番組出演）、千葉真子（電話インタビュー、同年11月1日放送分）の3人のコメントに対して誹謗中傷の字幕テロップやナレーションを加えて放送。これに関し、北海道放送は同年11月22日にウェブサイトに「訂正とお詫び」を掲載した。同社は、「3人の発言は北海道マラソンの参加経験による感想であり、新川通に対する誹謗中傷ではない」としている。